# Lagtext
Lagtext är den text som en lag består av.

## Lagtext i Sverige
I Sverige utfärdas lagtext löpande av riksdagen och publiceras i SFS (Svensk författningssamling). Lagtext består traditionellt av paragrafer markerade med §. Varje paragraf består i sin tur i stycken och eventuellt punkter.
Nedan är ett exempel, det är de två första paragraferna ur avtalslagen. Man kan här se att lagen är uppbyggd av kapitel samt paragrafer och dessa i stycken. (Notera att lagtext inte lyder under upphovsrättslagen och kan publiceras fritt)
SFS nr: 1915:218
myndighet: Justitiedepartementet
Rubrik: Lag (1915:218) om avtal och andra rättshandlingar på förmögenhetsrättens område 
1 kap. Om slutande av avtal
1 § Anbud om slutande av avtal och svar å sådant anbud vare, efter ty här nedan i 2-9 §§ sägs, bindande för den, som avgivit anbudet eller svaret.
Vad i nämnda paragrafer stadgas skall lända till efterrättelse, så vitt ej annat följer av anbudet eller svaret eller av handelsbruk eller annan sedvänja.
I fråga om avtal, för vars giltighet enligt lag fordras iakttagande av viss form, gälle vad särskilt är stadgat.
2 § Har anbudsgivaren bestämt viss tid för svar, skall han anses hava föreskrivit, att svaret skall inom den tid komma honom tillhanda.